# Changan Qiyuan Q05

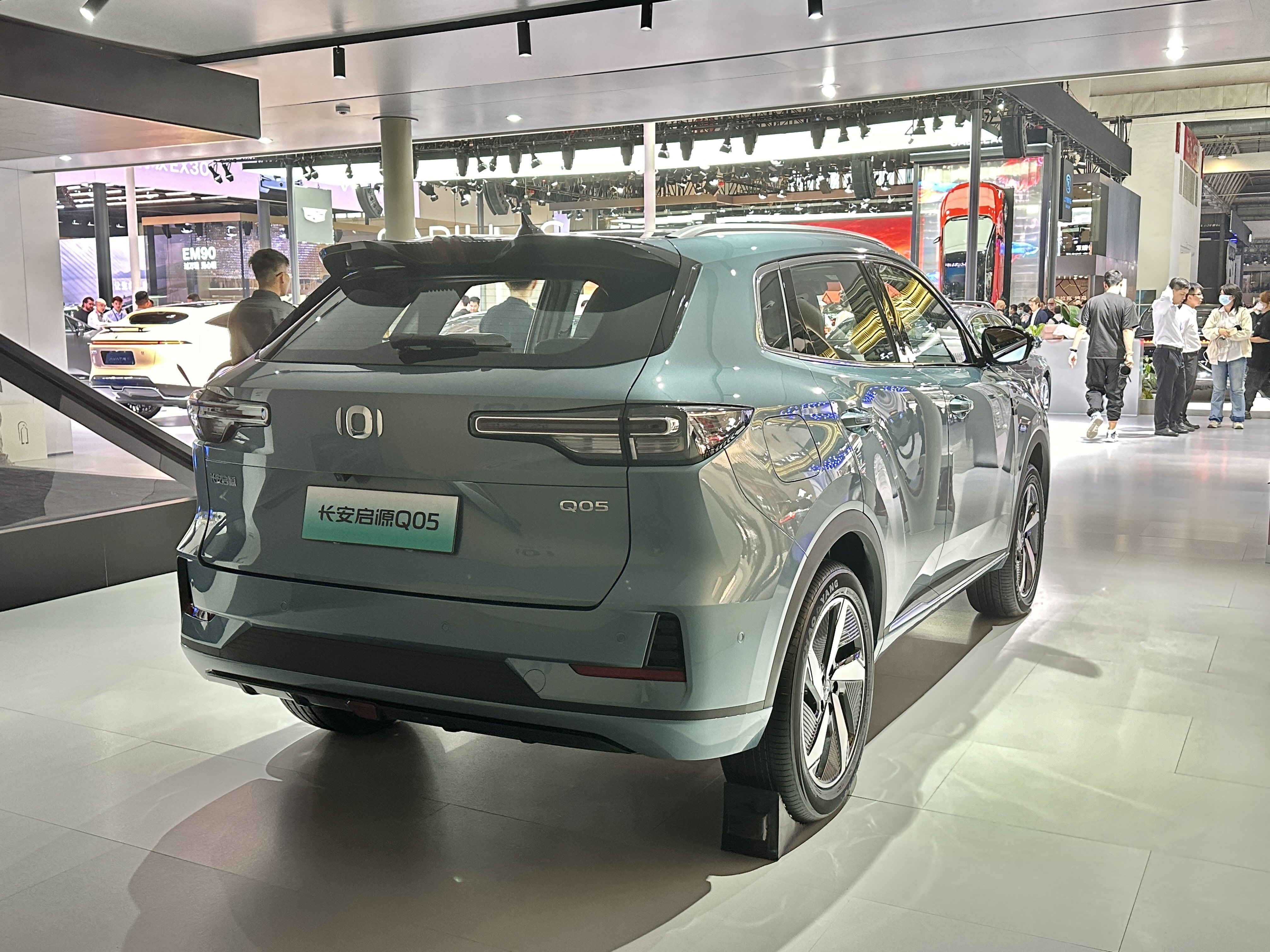
Heckansicht

Der Changan Qiyuan Q05 ist ein seit 2023 gebautes Kompakt-SUV der zu Changan gehörenden Submarke Qiyuan.

## Geschichte
Nachdem das chinesische Ministerium für Industrie und Informationstechnik im August 2023 erste Informationen über das 4,54 Meter lange Fahrzeug veröffentlicht hatte, begann auf dem chinesischen Heimatmarkt im November 2023 der Verkauf. Der Wagen basiert auf der zweiten Generation des Changan CS55 Plus.

## Technische Daten
Das SUV hat die gleichen Plug-in-Hybrid-Antriebe wie die Limousine Qiyuan A05. Der schwächere leistet maximal 140 kW (190 PS) und hat einen Lithium-Eisenphosphat-Akkumulator mit einem Energieinhalt von 9,07 kWh, der stärkere hat maximal 158 kW (215 PS) und einen Lithium-Eisenphosphat-Akkumulator mit einem Energieinhalt von bis zu 18,99 kWh.
| Kenngrößen                                            | 60                          | 125                         | 125                         |
| ----------------------------------------------------- | --------------------------- | --------------------------- | --------------------------- |
| Bauzeitraum                                           | 11/2023–10/2024             | 11/2023–10/2024             | seit 10/2024                |
| Motorkenndaten                                        |                             |                             |                             |
| Motortyp                                              | R4-Ottomotor + Elektromotor | R4-Ottomotor + Elektromotor | R4-Ottomotor + Elektromotor |
| Hubraum                                               | 1493 cm³                    | 1493 cm³                    | 1497 cm³                    |
| max. Leistung Verbrennungsmotor                       | 81 kW (110 PS) bei 6000/min | 81 kW (110 PS) bei 6000/min | 72 kW (98 PS) bei 5600/min  |
| max. Systemleistung                                   | 140 kW (190 PS)             | 158 kW (215 PS)             | 158 kW (215 PS)             |
| max. Drehmoment Verbrennungsmotor                     | 143 Nm bei 4000/min         | 143 Nm bei 4000/min         | 125 Nm bei 3000/min         |
| max. Systemdrehmoment                                 | 330 Nm                      | 330 Nm                      | 330 Nm                      |
| Kraftübertragung                                      |                             |                             |                             |
| Antrieb                                               | Vorderradantrieb            | Vorderradantrieb            | Vorderradantrieb            |
| Getriebe                                              | E-CVT                       | E-CVT                       | E-CVT                       |
| Messwerte                                             |                             |                             |                             |
| Höchstgeschwindigkeit                                 | 180 km/h                    | 180 km/h                    | 180 km/h                    |
| Beschleunigung, 0–100 km/h                            | 8,1 s                       | 7,3 s                       | 7,3 s                       |
| Kraftstoffverbrauch auf 100 km nach WLTP (kombiniert) | 2,7 l Super                 | 1,3 l Super                 | 1,3 l Super                 |
| Tankinhalt                                            | 51 l                        | 51 l                        | 51 l                        |
| Energieinhalt Akku                                    | 9,07 kWh                    | 18,99 kWh                   | 18,4 kWh                    |
| elektrische Reichweite nach WLTP                      | 46 km                       | 95 km                       | 95 km                       |
| Abgasnorm                                             | China VI                    | China VI                    | China VI                    |